# 윌트 체임벌린
윌턴 노먼 "윌트" 체임벌린 (Wilton Norman "Wilt" Chamberlain , 1936년 8월 21일 ~ 1999년 10월 12일)은 NBA의 필라델피아/샌프란시스코 워리어스, 필라델피아 세븐티식서스, 그리고 로스앤젤레스 레이커스에서 활약했고, 그 전엔 할렘 글로브트로터스에서 뛰었던 미국의 농구 선수이다. 7 피트 1 인치에 육박하는 체임벌린은 신인 때는 250파운드가 나갔고 나중엔 275 파운드에 육박하더니 레이커스 시절, 한 때는 300 파운드나 나갔다. 체임벌린은 센터로 뛰었으며 동시대의 사람들로부터 NBA 역사상 가장 뛰어난 선수 중 하나이자 코트를 지배했던 선수로 평가받는다.
체임벌린은 리바운드를 포함한 많은 NBA 통산 기록을 보유하고 있는데, 그 수 많은 기록 중 가장 뛰어난 성과는 체임벌린이 NBA 역사상 유일하게 한 시즌에 40, 50점 이상을 달성한 선수이자 한 경기에서 100점을 달성했다는 선수인 것이다. 체임벌린은 또한 7번의 평균 득점, 9번의 야투 성공률, 그리고 7번의 리바운드 부분에서 타이틀을 따냈고 한 번은 도움 부분에서 선두를 달린 적도 있었다. 체임벌린은 성공적인 커리어를 쌓았고 2번의 NBA 우승을 차지했으며 4번의 MVP, 신인상, 1번이 NBA 파이널 MVP, 13번의 NBA 올스타전 출전, 10번의 NBA 시즌 올스타 선택을 받았다. 체임벌린은 1978년, 농구 명예의 전당에 헌액되었으며, 1980년 NBA 출범 35년 기념팀에 뽑혔고, 1996년에는 NBA 50명의 최고 선수 중 하나로 뽑혔다. 1999년 심장마비로 사망하였으며 대학 시절 농구와 육상선수를 겸했고 농구선수를 그만둔 뒤 1974년 프로배구리그 IVA 창설에 기여했다.